# David Knights
David Knights (David John Knights, 28 de junio de 1945 en Islington, Londres) es un músico británico, popular por haber sido el bajista de la banda de rock progresivo Procol Harum. Tocó el bajo en el reconocido y exitoso sencillo "A Whiter Shade of Pale", del álbum debut de la agrupación. Estuvo con la banda el tiempo suficiente para participar de la grabación de sus primeros tres trabajos discográficos. Abandonó la agrupación en 1969, siendo reemplazado por Chris Copping. En sus años con Procol Harum usaba un bajo Gibson EB-0.
Luego formó una agrupación llamada Ruby, con los que grabó un álbum de estudio antes de su separación. También produjo un sencillo para el grupo de Mickey Jupp. Actualmente se encuentra alejado de la industria musical.